# Richmond Castle
Richmond Castle er ruinen af en middelalderborg i Richmond, North Yorkshire, England. Den blev opført efter den normanniske erobring af England af Alan Rufus fra 1071 og fremefter - Domesday Book fra 1086 omtaler en borg ved Richmond.
Den er anlagt på en strategisk stærk position med udsigt over floden Swale.
I 1100-tallet udvidede Conan, der var grannevø af Rufus, både borgen og keepet. Selvom den var forfalden i 1540 blev den restaureret århundredet senere. Ejendommen er den bedst bevarede tidlige normanniske borg i England og er en vigtig turistattraktion i området.
Det er en listed building af første grad og et scheduled monument.